# Germania Ovest ai Giochi della XX Olimpiade
La Germania Ovest partecipò, come paese organizzatore, ai Giochi della XX Olimpiade che si sono svolti a Monaco di Baviera dal 26 agosto all'11 settembre 1972, con una delegazione di 423 atleti impegnati in tutte le 23 discipline del programma olimpico per un totale di 183 competizioni. Portabandiera fu il canoista Detlef Lewe, alla sua quarta Olimpiade.
Il bottino della squadra fu di 40 medaglie: 13 d'oro, 11 d'argento e 16 di bronzo che le valsero il quarto posto nel medagliere complessivo. Sei medaglie d'oro vennero dall'atletica leggera. La Germania Ovest fu inoltre prima nel medagliere dell'equitazione e si aggiudicò il torneo di hockey su prato al termine di una finale contestata. L'atleta che vinse più medaglie fu Heide Rosendahl, oro nel salto in lungo e nella staffetta 4×100 e argento nel pentathlon.

## Medaglie
| Medaglia | Nome | Sport              | Evento                       |
| -------- | --- | ------------------ | ---------------------------- |
| Oro      | Bernd Kannenberg | Atletica leggera   | Marcia 50 km                 |
| Oro      | Klaus Wolfermann | Atletica leggera   | Lancio del giavellotto       |
| Oro      | Hildegard Falck | Atletica leggera   | 800 metri                    |
| Oro      | Ulrike Meyfarth | Atletica leggera   | Salto in alto                |
| Oro      | Heide Rosendahl | Atletica leggera   | Salto in lungo               |
| Oro      | Christiane Krause Ingrid Becker Annegret Richter Heide Rosendahl | Atletica leggera   | Staffetta 4x100 metri        |
| Oro      | Gerhard Auer Uwe Benter Peter Berger Alois Bierl Hans-Johann Färber | Canottaggio        | Quattro con                  |
| Oro      | Jürgen Colombo Günter Haritz Udo Hempel Günther Schumacher | Ciclismo           | Inseguimento a squadre       |
| Oro      | Fritz Ligges Hartwig Steenken Gerhard Wiltfang Hans-Günter Winkler | Equitazione        | Salto a squadre              |
| Oro      | Liselott Linsenhoff | Equitazione        | Dressage individuale         |
| Oro      | Wolfgang Baumgart Horst Dröse Dieter Freise Werner Kaessmann Carsten Keller Detlev Kittstein Ulrich Klaes Michael Krause Peter Kraus Michael Peter Wolfgang Rott Fritz Schmidt Rainer Seifert Wolfgang Strödter Eckart Suhl Eduard Thelen Peter Trump Uli Vos | Hockey su prato    | Torneo maschile              |
| Oro      | Dieter Kottysch | Pugilato           | Pesi medio-leggeri           |
| Oro      | Konrad Wirnhier | Tiro a volo        | Skeet                        |
| Argento  | Hans Baumgartner | Atletica leggera   | Salto in lungo               |
| Argento  | Rita Wilden | Atletica leggera   | 400 metri                    |
| Argento  | Heide Rosendahl | Atletica leggera   | Pentathlon                   |
| Argento  | Reinhold Kauder | Canoa/kayak        | Slalom C1                    |
| Argento  | Bernd Baues Hans-Otto Schumacher | Canoa/kayak        | Slalom C2                    |
| Argento  | Gisela Grothaus | Canoa/kayak        | Slalom K1                    |
| Argento  | Liselott Linsenhoff Josef Neckermann Karin Schlüter | Equitazione        | Dressage a squadre           |
| Argento  | Klaus Glahn | Judo               | Pesi massimi                 |
| Argento  | Hans-Jürgen Veil | Lotta greco-romana | Pesi gallo                   |
| Argento  | Hans-Joachim Fassnacht Werner Lampe Klaus Steinbach Hans Vosseler | Nuoto              | Staffetta 4x200 stile libero |
| Argento  | Rudolf Mang | Sollevamento pesi  | Pesi supermassimi            |
| Bronzo   | Klaus Ehl Jobst Hirscht Karlheinz Klotz Gerhard Wucherer | Atletica leggera   | Staffetta 4x400              |
| Bronzo   | Inge Bödding Hildegard Falck Anette Rückes Rita Wilden | Atletica leggera   | Staffetta 4x400              |
| Bronzo   | Detlef Lewe | Canoa/kayak        | C1 1000 m                    |
| Bronzo   | Magdalena Wunderlich | Canoa/kayak        | Slalom K1                    |
| Bronzo   | Joachim Ehrig Peter Funnekötter Franz Held Wolfgang Plottke | Canottaggio        | Quattro senza                |
| Bronzo   | Hans Lutz | Ciclismo           | Inseguimento individuale     |
| Bronzo   | Lutz Goessing Horst Karsten Harry Klugmann Karl Schultz | Equitazione        | Concorso completo a squadre  |
| Bronzo   | Josef Neckermann | Equitazione        | Dressage individuale         |
| Bronzo   | Paul Barth | Judo               | fino a 93 kg                 |
| Bronzo   | Adolf Seger | Lotta libera       | Pesi welter                  |
| Bronzo   | Werner Lampe | Nuoto              | 200 stile libero             |
| Bronzo   | Gudrun Beckmann Heidemarie Reineck Angela Steinbach Jutta Weber | Nuoto              | Staffetta 4x100 stile libero |
| Bronzo   | Gudrun Beckmann Vreni Eberle Silke Pielen Heidemarie Reineck | Nuoto              | Staffetta 4x100 mista        |
| Bronzo   | Peter Hussing | Pugilato           | Pesi massimi                 |
| Bronzo   | Willi Kuhweide Karsten Meyer | Vela               | Classe Star                  |
| Bronzo   | Ulli Libor Peter Naumann | Vela               | Classe Flying Dutchman       |

## Risultati

### Pallacanestro
| Atleta | Classifica |
| --- | ---------- |
| V · D · M Nazionale tedesca occidentale - Pallacanestro ai Giochi della XX Olimpiade 4 Uhlig · 5 Weinand · 6 Kuprella · 7 Ampt · 8 Krüger · 9 Pethran · 10 Pollex · 11 Linnemann · 12 Geschwindner · 13 Wohlers · 14 Keller · 15 Thimm · All. Theodor Schober | 12°        |
| Nazionale tedesca occidentale - Pallacanestro ai Giochi della XX Olimpiade |            |
| 4 Uhlig · 5 Weinand · 6 Kuprella · 7 Ampt · 8 Krüger · 9 Pethran · 10 Pollex · 11 Linnemann · 12 Geschwindner · 13 Wohlers · 14 Keller · 15 Thimm · All. Theodor Schober                                                                                      |            |

### Pallanuoto
| Atleta | Classifica |                           |
| --- | --- | ------------------------- |
| V · D · M Nazionale maschile tedesca occidentale di pallanuoto · Giochi olimpici - Monaco di Baviera 1972 Olbert • Haverkamp • Teicher • Küpper • Wolf • Nossek • Weeke • Schuhmann • Stiefel • Simon • Hoffmeister · CT : Hans Schepers | 4° |                           |
| Nazionale maschile tedesca occidentale di pallanuoto · Giochi olimpici - Monaco di Baviera 1972 | |                           |
| Olbert • Haverkamp • Teicher • Küpper • Wolf • Nossek • Weeke • Schuhmann • Stiefel • Simon • Hoffmeister · CT: Hans Schepers | Olbert • Haverkamp • Teicher • Küpper • Wolf • Nossek • Weeke • Schuhmann • Stiefel • Simon • Hoffmeister · CT: Hans Schepers | Germania Ovest (bandiera) |